# Protonoceras
Protonoceras is een geslacht van vlinders uit de familie van de grasmotten (Crambidae). De wetenschappelijke naam van dit geslacht is voor het eerst voorgesteld door William Warren in een publicatie uit 1890.

## Soorten
- P. argocephala (Lower, 1903)
- P. capitalis (Fabricius, 1794)
- P. eucosma (Turner, 1908)
- P. leucocosma (Turner, 1908)
- P. mitis (Turner, 1937)